# Ausonio Franchi
Ausonio Franchi var det namn som antogs av den italienske filosofen Cristoforo Bonavino, född 24 februari 1821, död 12 september 1895, då han efter häftig inre kamp 1849 lämnade den prästerliga banan för att ägna sig åt fri filosofi.
Charles Renouviers kriticism och de positivistiska och skeptiska riktningarna, särskilt Giuseppe Ferraris idéer, hade övat inflytande på honom. Franchi, som var en ivrig och skarp polemiker och ledare för den kamplystna tidskriften La ragione, bekämpade de spiritualistiska lärorna i verk som La filosofia delle scuole italiane (1852–1853) och La religione del secolo XIX (1853), samt i Il razionalismo del popolo (1856) den positiva religionen. Hans filosofi kan sägas vara rationalistisk genom sin antidogmatiska och närmast kritiska karaktär. Han var professor i filosofins historia i Pavia och Milano och förfäktade profana och demokratiska idéer. Under sina sista år återvände han till sin ungdomstro och upptogs på nytt som präst, något som behandlades i hans Ultima critia (3 band, 1890–1893).